# Sali Sidibé
Sali Sidibé (Wassoulou, Mali, 1959-Bamako, 8 de febrero de 2019) fue una cantante y compositora maliense.

## Biografía
Nacida en un pueblo en la región de Wassoulou, al sur de Malí, Sali comenzó su carrera con su primer álbum El niño favorito de Wassolon.
Cantaba en bambara. Su estilo musical fue representativo de su región de origen tradicional. Se incorporó en la década de 1980 al Ensemble Instrumental Nacional de Mali. Se hizo popular en Mali gracias a Toukan Magni, que fue un gran éxito en el país. Wassoulou Foli fue su primer disco vendido a nivel internacional.
Sali llegó a ser una de las voces más grandes de Malí, gutsy neo-tradicionales fijadas a una mezcla única de ritmos de la danza del didai, del sigui, y del sogonikun. Grabó sus primeros singles en los años 1960, y ayudó a sentar las bases para la música de Wassoulou de los años 1980. Según RootsWorld, «una mezcla de belleza y riqueza tonal, la música de Malí es fascinante y encantadora, la voz de Sali capta toda esa amplitud y profundidad». Además de lanzar un álbum solista, Wassoulou Foli, en 1993, Sidibé grabó un álbum Whirl-Y-Waves, con la London to Africa All Stars.

## Discografía
- 1980: L'enfant chéri du Wassolon
- 1982: Formidable !
- 1988: Tounkan Magni
- 1993: N'Daya International
- 1993: From Timbuktu to Gao
- 1993: Wassoulou Foli
- 2000: Union africaine